# دون ويلسون (لاعب كرة قاعدة)
دون ويلسون (بالإنجليزية: Don Wilson)‏ هو لاعب كرة قاعدة أمريكي، ولد في 12 فبراير 1945 في مونرو في الولايات المتحدة، وتوفي في 5 يناير 1975 في هيوستن في الولايات المتحدة بسبب تسمم بأحادي أكسيد الكربون.

## وصلات خارجية
- دون ويلسون على موقعبيزبول رفرنس.كوم (الدوري الرئيسي) (الإنجليزية)
- دون ويلسون على موقعبيزبول رفرنس.كوم (الدوري الثانوي) (الإنجليزية)
- دون ويلسون على موقع مشجعي الرسوم البيانية (الإنجليزية)